# جوسيب بوسافيتش
جوسيب بوسافيتش (بالكرواتية: Josip Posavec) (10 مارس 1996 بفاراجدين في كرواتيا - ) هو لاعب كرة قدم كرواتي في مركز حراسة المرمى. شارك مع منتخب كرواتيا تحت 17 سنة لكرة القدم ومنتخب كرواتيا تحت 19 سنة لكرة القدم ومنتخب كرواتيا تحت 21 سنة لكرة القدم. أما مع النوادي، فقد لعب مع نادي باليرمو ونادي أنتر زابرشيتش.

## روابط خارجية
- جوسيب بوسافيتش على موقع الاتحاد الأوربي (الإنجليزية)
- جوسيب بوسافيتش على موقع اتحاد كرواتيا (الكرواتية)
- جوسيب بوسافيتش على موقع قاعدة بيانات كرة القدم.إي يو (الإنجليزية)
- جوسيب بوسافيتش على موقع Soccerbase.com (لاعب) (الإنجليزية)
- جوسيب بوسافيتش على موقع Soccerway.com (الإنجليزية)
- جوسيب بوسافيتش على موقع عالم كرة القدم.نت (الإنجليزية)
- جوسيب بوسافيتش على موقع AS.com (الإسبانية)